# Große Münzstraße

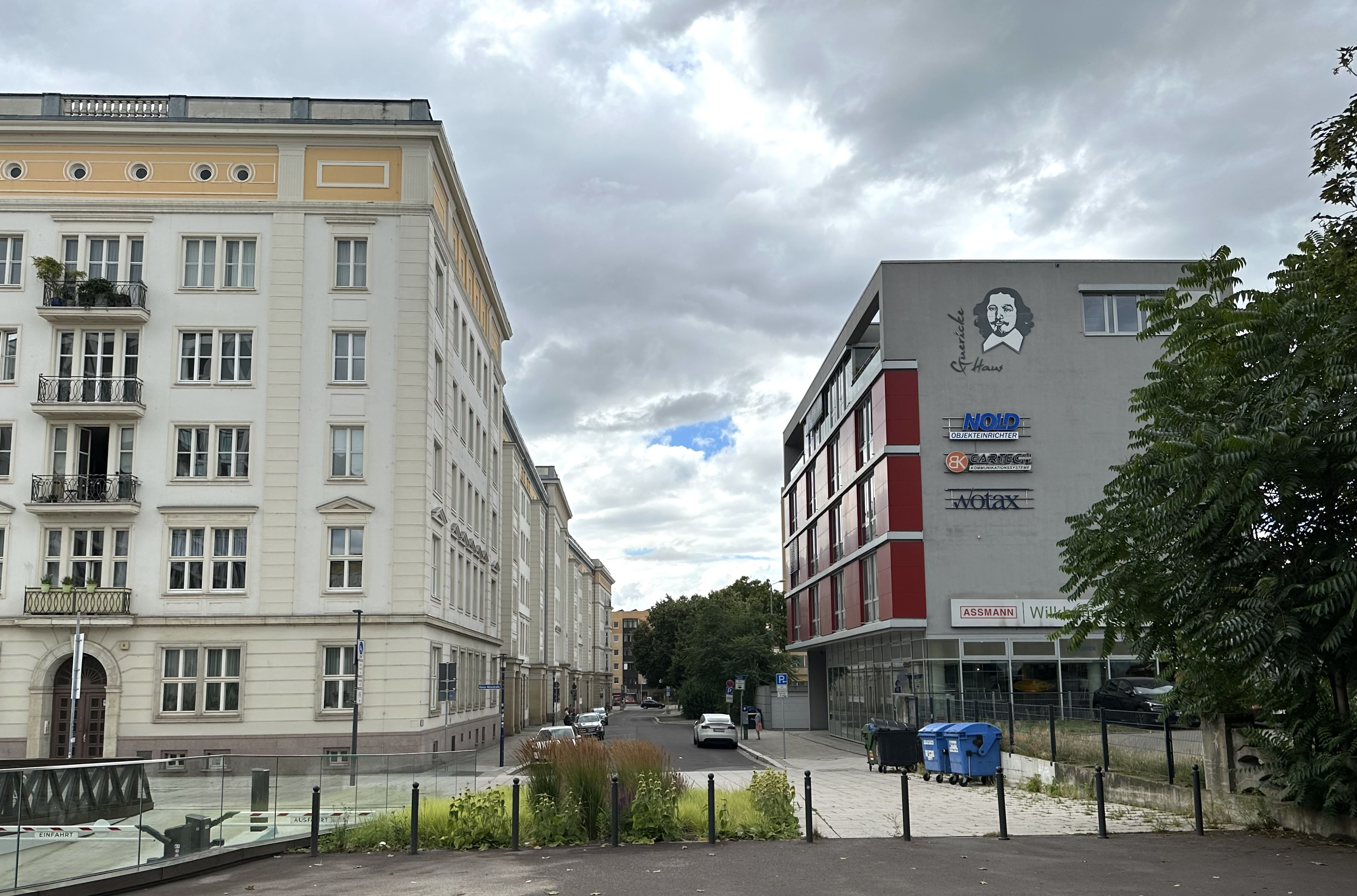
Große Münzstraße, Blick von Osten, 2024

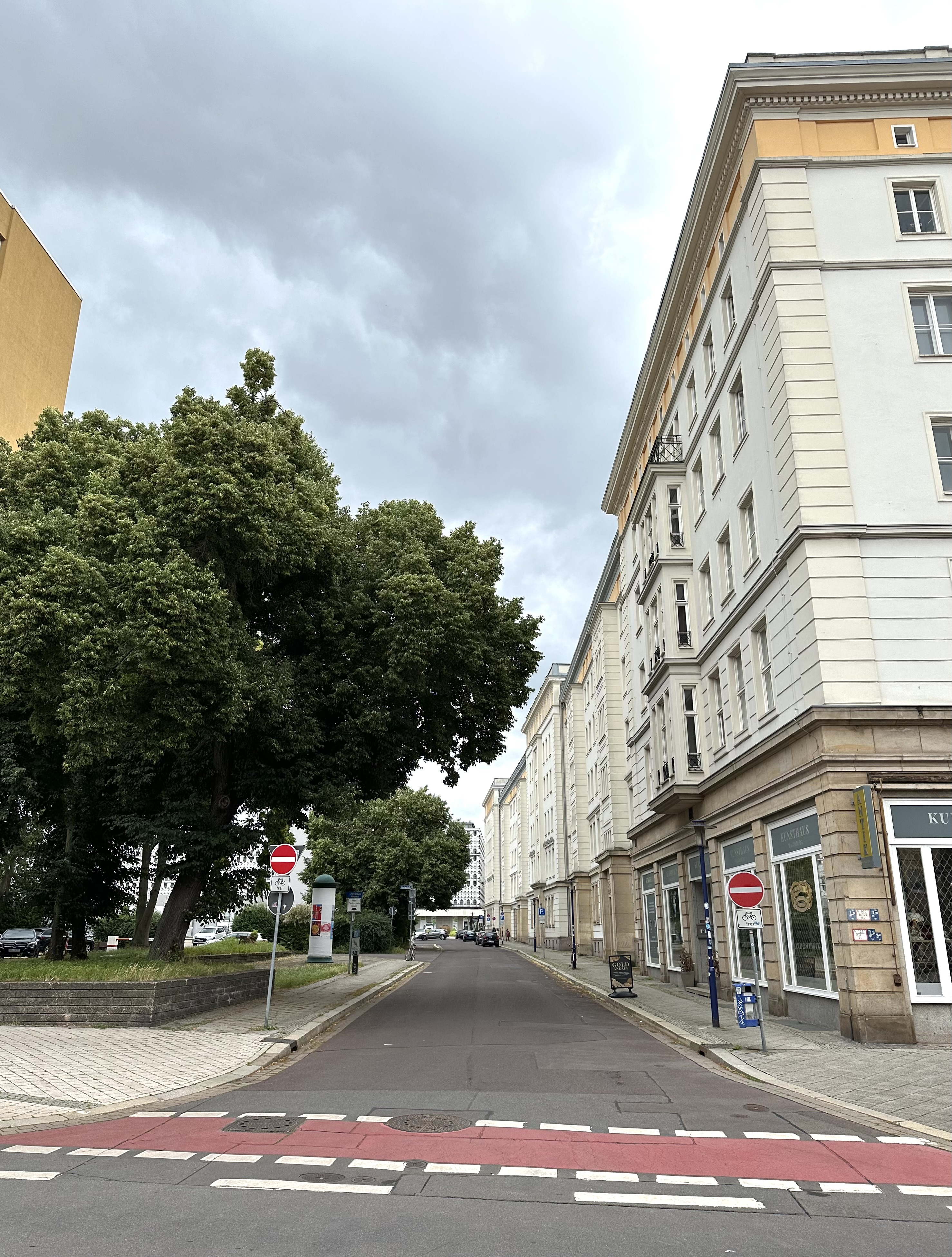
Blick von der Otto-von-Guericke-Straße

Die Große Münzstraße ist eine Straße in Magdeburg im heutigen Sachsen-Anhalt.

## Lage und Verlauf
Die Straße befindet sich in der Magdeburger Altstadt. Sie führt von der Kleinen Münzstraße aus nach Westen. Von Norden mündet nach einiger Strecke die Kutscherstraße ein. Letztlich mündet die Große Münzstraße nach etwa 150 Metern auf die Otto-von-Guericke-Straße.
Die Hausnummerierung beginnt an der südöstlichen Ecke auf der Südseite mit der Nummer 1 aufsteigend nach Westen, wobei sich die ungeraden Nummern auf der Südseite und die geraden Nummern, aktuell lückenhaft, auf der Nordseite befinden.
Der historische Verlauf der Großen Münzstraße begann jedoch weiter östlich am Breiten Weg und verlief von dort aus nach Westen. Die Nummerierung begann mit der Nummer 1 an der nordöstlichen Ecke und verlief dann aufsteigend nach Westen. Nach der Nummer 7 kreuzte die Kutscherstraße. Auf der Südseite mündete nach der Nummer 9 die Kleine Münzstraße ein. Die Nummerierung endete im Osten mit der Nummer 13. Nach der Stadterweiterung von 1871 wurde die Straße nach Westen verlängert und die Nummerierung am westlichen Ende und dann folgend auch auf der Südseite angepasst.
Vor dem heutigen Haus Große Münzstraße 7 wurde für den zuletzt in der Kutscherstraße 17 lebenden Walter Windmüller ein Stolperstein verlegt. Er wurde in der Zeit der nationalsozialistischen Gewaltherrschaft als Jude 1943 im KZ Auschwitz ermordet.

## Geschichte

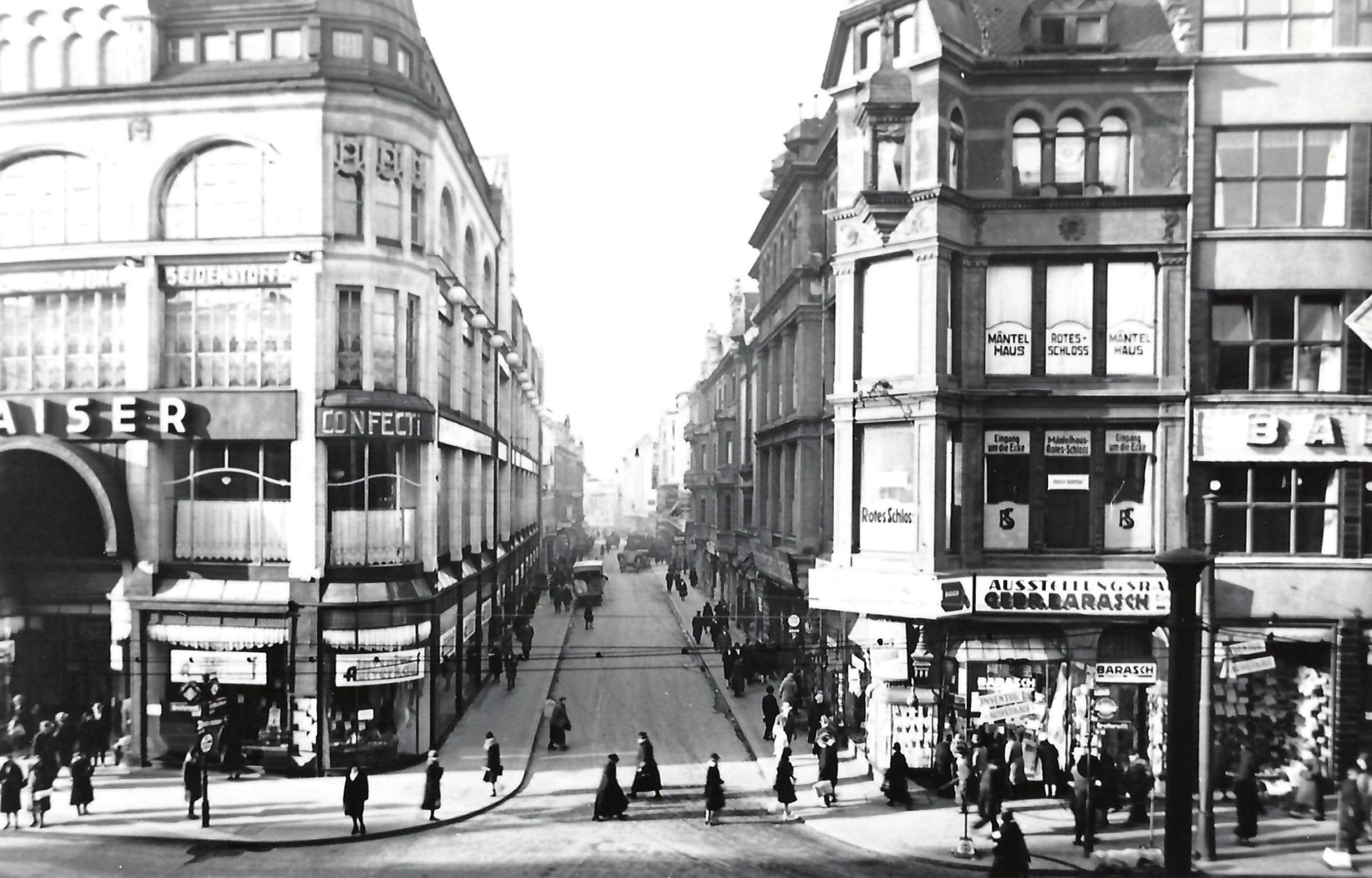
Große Münzstraße, Blick vom Breiten Weg, vor 1945

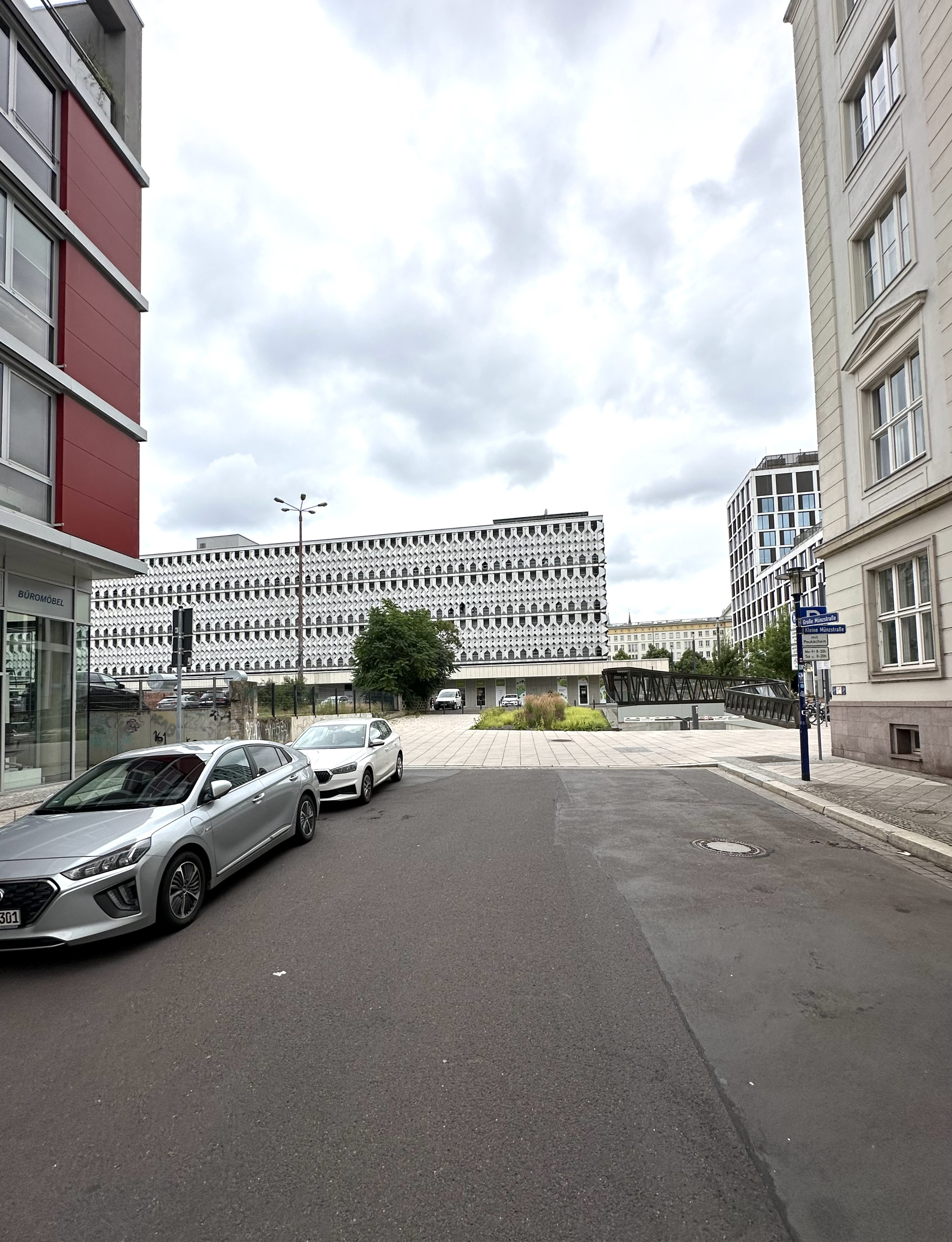
Blick von Westen auf den überbauten östlichen Teil der Großen Münzstraße

Ein früher, ab 1552 belegter, Name der Straße lautete Stallstraße. Er war bis 1682 der einzige für die Straße genutzte Name. Der Anlass für diese Benennung ist nicht bekannt. Möglicherweise bestand ein Haus mit dem Hausnamen Zum Stall, oder es war sonst ein Stall prägend. 1682 wurde in den Häusern Nummer 7 und 8 die staatliche Münze eingerichtet, woraus sich dann der Name Münzstraße ergab. Trotzdem blieb noch bis 1807 auch der Name Stallstraße gebräuchlich. Mit der Einführung der amtlichen Hausnummerierung wurde, zur Unterscheidung der direkt auf die Münze zuführenden Kleinen Münzstraße, das Attribut Große hinzugefügt. Im Laufe des 18. Jahrhunderts wurde einige Male auch der Name Ankerstraße verwendet. Diese Bezeichnung ging auf das Haus Zum goldenen Anker (Nummer 17) zurück.
Die Große Münzstraße führte vom Breiten Weg bis zur Kutscherstraße. Im Zuge der Stadterweiterung wurde die Große Münzstraße nach Westen bis zur neu geschaffenen Kaiserstraße, der heutigen Otto-von-Guericke-Straße verlängert. 1889 erfolgte eine Straßenverbreiterung, für die das nordöstliche Eckhaus Breiter Weg 151 abgerissen wurde.
Während des Zweiten Weltkriegs wurde der Bereich stark zerstört. Beim sich in weiten Teilen nicht an die historische Stadtstruktur haltenden Wiederaufbau wurde der östliche Abschnitt der Großen Münzstraße, zwischen Breiten Weg und Kleiner Münzstraße, mit dem Centrum Warenhaus überbaut. Auf der Südseite des verbleibenden Abschnitts entstand zwischen 1953 und 1957 im Zuge der Bebauung des südlich angelegten Zentralen Platzes ein großer Wohnblock, der die komplette Südseite einnimmt und den südlichen Abschnitt der Kutscherstraße überbaute. Die Nordseite blieb, bis auf das Grundstück Nummer 6, das auch seine Hausnummer behielt, unbebaut bzw. wurde als Parkplatz hergerichtet.
Am 10. Dezember 1992 beschloss der Stadtrat die Aufstellung eines Bebauungsplans, der auch das Gebiet der Großen Münzstraße umfasste. Die Planungsziele wurden 1994 im Hinblick auf konkrete Projekte von Investoren angepasst. Letztlich kam es jedoch nicht zur Umsetzung. Auch eine weitere Aktualisierung der Planungsziele und des Geltungsbereiches im Jahr 2008 führte nicht zur Umsetzung von Projekten. Am 14. September 2023 beschloss der Stadtrat die Fortführung des Verfahrens und eine erneute Anpassung der Planungsziele in Bezug auf den 2022 beschlossenen Rahmenplan Innenstadt. Mit Änderungsantrag des Stadtrates Olaf Meister wurde beschlossen, soweit sinnvoll möglich, eine Anlehnung an die im Plangebiet ursprünglich bestehenden Straßenzüge, Baugrenzen und Parzellierungen vorzunehmen, was Auswirkungen auf die Bebauung der Nordseite bzw. des östlichen Abschnitts der Großen Münzstraße haben kann.

## Sage

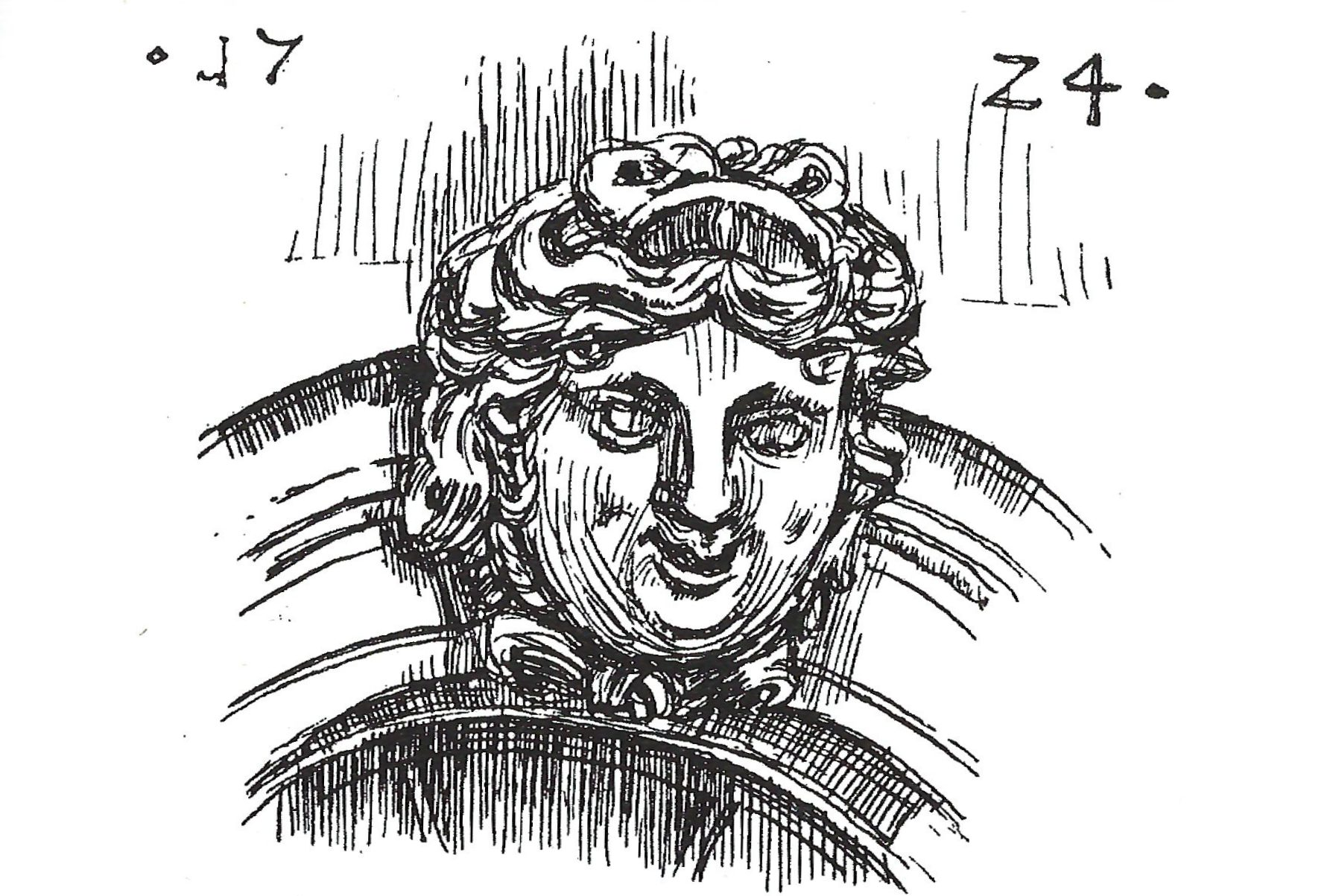
Hauszeichen Zum freundlichen Gesicht

Das Haus Zum freundlichen Gesicht (Große Münzstraße 13) und die gegenüberliegende Straßenseite, also wohl Große Münzstraße 7/8, ist Gegenstand einer Sage. Danach verliebte sich eine auf der Nordseite der Straße lebende Frau so sehr in ein zuvor an der Stelle des Hauses Zum freundlichen Gesicht neu errichtetes Haus, dass sie vor Sehnsucht es zu besitzen und dort zu wohnen, ernstlich krank wurde. Nach anfänglicher Weigerung verkaufte der Hausherr letztlich doch, worauf sie genaß. Im Haus lebte dabei wohl auch das Magdeburger Zaubermännlein, dem im Haus Unterkunft zu gewähren war und das wohl entscheidend am Bau mitgewirkt hatte. Aus Dank für die Genesung seiner Frau brachte ihr Ehemann ein lächelndes Gesicht am Haus an, dass auch an nachfolgenden Bauten befestigt wurde, so dass sich hieraus der Hausname ergab.

## (Historische) Häuser der Großen Münzstraße
Die nachfolgende Aufstellung der einzelnen Grundstücke enthält auch Bereiche, die ursprünglich einmal zur Großen Münzstraße gehörten, jetzt aber anderen Straßen zugeordnet sind. Um eine einheitliche Darstellung zu gewährleisten, orientiert sich die Auflistung an den historischen Hausnummern vor der Zerstörung im Zweiten Weltkrieg. Die gegebenenfalls abweichenden modernen Grundstücke sind ungefähr an der jeweiligen Stelle eingeordnet.
| Hausnummer                            | Name                                                | Bemerkungen | Bild                       |
| ------------------------------------- | --------------------------------------------------- | --- | -------------------------- |
| 1 (alt)                               |                                                     | Das Gebäude diente als Hinterausfahrt des am Breiten Weg gelegenen Gasthofs Zum Goldenen Ring (Breiter Weg 150). |                            |
| 1a (alt)                              |                                                     | Ursprünglich gehörte das Haus Dr. Erasmus. 1679 war Arnd Köpke Eigentümer der Stätte. 1683, Köpke war weiterhin Eigentümer, wurde das Bestehen eines Hauses erwähnt. Von seinen Erben erwarb das Haus der Tuchhändler Kaspar Deißner, dem es bis 1742 gehörte. Anfang des 20. Jahrhunderts gehörte das Haus dem jüdischen Kaufmann Moritz Victor. Er verstarb 1912 und hinterließ das Haus der Victorschen Erbengemeinschaft. In das Haus zog dann seine Witwe Martha Victor und sein Tochter Henriete, genannt Henny. Nach dem Tod der Mutter 1927 bewirtschaftete Henriete Victor das Haus allein. Während der nationalsozialistischen Gewaltherrschaft wurde das Haus arisiert und ihr so weggenommen und sie gezwungen in ein Judenhaus zu ziehen. 1942 wurde sie in das Ghetto Warschau deportiert. Ihr weiteres Schicksal ist unbekannt. 2009 wurde ein Stolperstein zum Gedenken an ihr Schicksal verlegt. |                            |
| 2 (alt)                               |                                                     | Zum Grundstück gehörte auch die Fläche Georgenplatz 13. 1651 gehörte es Franz Pfeil, der vermutlich ein Sohn des Stadtsyndikus Dr. Franz Pfeil war. 1652 wurde dann bereits seine Witwe, eine geborene Alemann, als Eigentümerin erwähnt. Sie veräußerte die Stätte 1661 für 265 Taler an den Kutscher Johann Kühlemann (auch Kuhlmann). Als Bedingung formulierte sie in den Kaufvertrag, dass er ihr eine Schlafkammer und die Mitbenutzung der warmen Stube gewährleistet. Kühlemann bebaute die Stätte neu und wurde zuletzt 1679 erwähnt. Im Jahr 1683 gehörte das Haus dem Kutscher Joachim Lüder. Auf ihn folgten als Eigentümer die Erben des Kutschers Urban Stiegleder, der Brauer Heinrich Rulf und der Ratsschütze Andreas Sauerhering. Die beiden verkauften das Haus im Jahr 1698 für 750 Taler an den Garnisonsarzt Johann Wilhelm Menzel. Menzel blieb bis 1736 Eigentümer. |                            |
| 3 (alt)                               |                                                     | Im Jahr 1631 gehörte das Haus Michael Rulf, später dann seinen Erben. 1651 wurden die Brasischen Erben als Eigentümer geführt, denen auch die benachbarte Stätte Nummer 4 gehörte. Bis in die Zeit um 1700 gehörten die Grundstücke zusammen. Der Kürschner Hans Daniel Müller lebte 1652 auf den Stätten. Zuletzt wurde er 1656 erwähnt. 1669 und auch 1683 gehörte das Grundstück Georg Pietsch (auch Peitsche), 1698 und 1700 wird der Maurermeister Stephan Schatz als Eigentümer geführt. Vermutlich bebaute er die Grundstücke neu. Für die Nummer 3 wird 1698 jedoch nach anderen Angaben der Dechant Johann Eberhard Wienicke geführt, der wohl einer der Erben von Joachim Balicke war. Wienicke gehört das Haus auch noch 1715. Im 20. Jahrhundert befand sich bis 1933 der Sitz der Magdeburger Volksstimme im Haus. | vor 1929                   |
| 4 (alt)                               |                                                     | 1631 war Andreas Rulf Eigentümer des Hauses. Später gehörte die Stätte den Erben von Michael Rulf. Die wohl in Folge der Zerstörung Magdeburgs von 1631 wüste Stätte blieb zumindest bis 1683 unbebaut und gehörte bis um 1700 mit zur angrenzenden Nummer 3 (siehe dort). 1705 veräußerten die Erben von Hoffbauer das Haus an den Goldschmied Christian Löwenhagen. Von ihm erwarb es 1715 für 1420 Taler der Advokat Valentin Jochim Gericke. |                            |
| 5 (alt)                               | Zum goldenen Stern                                  | In der Zeit vor 1631 befanden sich auf dem Grundstück zwei Häuser. In einem lebte, wohl zur Miete, der Stadtsyndikus Dr. Johann Denhart. Eines der Häuser gehörte 1631 dem Eisenkrämer Christoph Müller. Auf ihn folgten seine Erben, der Apotheker Heinrich Koch sowie Konrad Döring. 1647 veräußerte Koch seinen Anteil für 100 Taler an de Ehefrau des Baders Andreas Michael. Michael wurde 1651 als Eigentümer des Anteils geführt und verkaufte ihn an Peter Schütze. Döring veräußerte seinen Anteil 1652 für 130 Taler an Peter Schütze. In der Zeit nach 1656 erwarb Otto Gerike die Stätte von Schütze. Das andere Haus gehörte 1631 dem Stadtarzt Dr. Anton Wilde. Nach der Zerstörung der Stadt 1631 floh er nach Bremen und bat den Bremer Rat am 23. Februar 1632 um Unterstützung. Die Stelle gehörte dann Bürgermeister Kamrath, der sie bis 1647 ebenfalls an Otto Gerike verkaufte, so dass beide Teile vereint waren. Otto von Guerike und auch sein Sohn ließen die Stelle jedoch unbebaut. Otto von Guericke junior veräußerte die Fläche 1693 für 150 Taler an den Brauer Julius Christian Tielebein. Tielebein baute ein Haus und vergab auch den Namen Zum goldenen Stern und ließ am Gebäude eine Inschrift anbringen: Wer / GOTT / Vertrauet hat Wohl / gebauet / Im Himmel und auff / Erden. / Gott / Kann mein Unglück / wenden / Stehet alles in seinen / Händen. 16 Zum golden Stern 94. Der 1694 errichtete Erker war am Nachfolgebau wieder angefügt worden. Noch 1706 veräußerte Tielebein das Gebäude für 1300 Taler an den Hutstaffierer Antoine Peloux. Noch bis 1761 waren die Schwestern Peloux Eigentümerinnen. In der Zeit ab 1730 und letztlich wohl bis 1808 war auf Mietbasis im Haus das Rathaus der Französischen Kolonie, das zuvor in der Kutscherstraße 6 untergebracht war. In den 1930er Jahren befand sich am Haus eine Büste Otto von Guerickes sowie inschriftlich sein Geburts- und Todesjahr. Das im Zweiten Weltkrieg zerstörte Gebäude gilt als verloren gegangenes Baudenkmal.                                                                                      | 2024                       |
| 6                                     | Guericke-Haus                                       | siehe Hauptartikel | 1880 · 1920er Jahre · 2024 |
| 7 und 8 (alt)                         | Magdeburger Münze                                   | Der Hof diente als städtisches Quartier der Familie von Saldern. Er war bereits vor der Errichtung der Stadtmauer unter Erzbischof Wichmann, als Eigenbefestigung entstanden und verfügte über ein Vorderhaus und mehrere Wirtschaftsbauten. Er soll von Moritz Alemann senior erbaut worden sein. Zum Anwesen gehörten auch die Grundstücke Kutscherstraße 4 und 5. Der Hof wurde von der Familie jedoch bereits mehrere Jahrzehnte vor 1631 verkauft. Trotzdem wurde der Hof noch 1651 als Saldernscher Hof bezeichnet. Bei der Zerstörung der Stadt im Jahr 1631 blieb der Hof in Teilen erhalten. Er wurde daher von 1637 bis 1656 als provisorisches Rathaus genutzt und befand sich später auch im Eigentum der Stadt, wobei unklar ist, wie es zum Eigentumsübergang kam. Vom Rat wurde das Anwesen an den Rektor der Stadtschule vermietet. Mit der Einrichtung der brandenburgischen Garnison musste die Fläche der Militärverwaltung zur Nutzung überlassen werden. Es entstand ein Magazin. Im Erdgeschoss des Magazins wurde 1682 die kurfürstliche Münze untergebracht, die in der folgenden Zeit ausgebaut wurde. 1721 erklärte der Münzmeister, es handele sich um die am besten eingerichtete Münze Preußens. Die Münzprägung war jedoch von 1719 bis 1752 wegen Silbermangels eingestellt. 1721 gab es daher Überlegungen in den Räumlichkeiten eine Tabakfabrik unterzubringen. Die Münze blieb jedoch erhalten und nahm von 1752 bis 1759 sowie von 1763 bis 1767 ihre Produktion wieder auf. 1759 erwarb die Münze das benachbarte Grundstück Nummer 6 hinzu. Nach dem Ende der Münze war im Haus ab 1768 die Königliche Bank untergebracht. 1872 veräußerte die Bank die Nummer 7 und 8 an einen Privaten, der das Grundstück dann aufteilte. Das Vorderhaus verfügte über zwei Meter dicke Mauern und zur Straße ausgerichtete schachtartige Lichtschlitze. Die Keller waren mit Tonnengewölben versehen. Hofseitig befand sich ein Wohnturm mit quadratischem Grundriss. Beim Luftangriff vom 16. Januar 1945 wurde das Haus zerstört. Die Ruine des Turms stürzte 1953 ein und wurde dann abgerissen. | 2024                       |
|                                       | Einmündung der Kutscherstraße (Nordseite)           | | 2024                       |
| 9 (alt)                               |                                                     | Die Fläche war lange Teil eines großen Gartens, der zum Anwesen Große Münzstraße 17 gehörte. 1631 gehörte der Garten der Witwe von Johann Lentke, 1645 dann Stephan Lentke. Aus dieser Zeit ist überliefert, dass die Gartenmauer zur angrenzenden Gasse einzustürzen drohte. Lentge blieb bis zu seinem Tod 1684 Eigentümer und vererbte das Grundstück an seinen geistigbehinderten Sohn Johann Friedrich für 1400 Taler. Noch bis zum Jahr 1829 war dem Grundstück keine Nummer zugeordnet. Zwischen der Nummer 9 und 10 bestand ein Straßengelände. Im Zuge der Stadterweiterung von 1871 wurde die Große Münzstraße nach Westen verlängert und dann das Grundstück mit einem Haus bebaut. | 2024                       |
| 10 (alt)                              |                                                     | siehe Nummer 9 |                            |
| 11 (alt)                              |                                                     | siehe Nummer 9, Zwischen Nummer 11 und 12 bestand ein Straßengelände. |                            |
| 12 (alt)                              |                                                     | siehe Nummer 9, Zwischen Nummer 11 und 12 bestand ein Straßengelände. |                            |
|                                       | Einmündung der Kutscherstraße (Südseite) historisch | | 2024                       |
| 13 (alt)                              | Zum freundlichen Gesicht                            | siehe Hauptartikel; Das Haus war Gegenstand der Haussage des Hauses Zum freundlichen Gesicht. | 1930 · 2021                |
| 14 (alt) (älter: 9)                   |                                                     | Im Jahr 1631 war Lorenz Koch Eigentümer. Auf ihn folgte der Rat. Ab 1647 gehörte es Eßke, danach Otto von Guericke junior, der auch Eigentümer der benachbarten Nummer 13 war. Lange gehörte das Grundstück als Garten zum angrenzenden Grundstück Nummer 15. Von 1722 bis 1724 wurde ein neues zweigeschossiges Haus für August von Haeseler errichtet. Das verputzte Gebäude war vierachsig angelegt, wobei die zwei mittleren Achsen in der Form eines flachen Mittelrisaliten vorgezogen waren und von einem eingeschossigen Zwerchhaus mit Stuckverzierungen bekrönt waren. 1861 wurde das Haus um ein Geschoss aufgestockt. Das Gebäude gilt als verloren gegangenes Baudenkmal. |                            |
| 15 (alt) (älter: Kleine Münzstraße 1) |                                                     | Zum Grundstück gehörte auch die Kleine Münzstraße 2. 1631 und 1651 wurde Andreas Schürer als Eigentümer geführt. Auf ihn folgte der Rat, dann Eßke und dann Otto von Guericke junior. Die Eigentümer entsprachen so dem Grundstück Nummer 13. Guericke junior errichtete auf der Stätte, wohl 1723, ein Haus. Sein Sohn, Geheimer Regierungsrat Leberecht von Guericke, soll das Haus 1726 umgebaut haben. Er brachte am Gebäude sein Wappen und die Inschrift Freyhaus an. Die Inschrift verwies auf das Privileg der Steuerfreiheit, das auf seinen Großvater Otto von Guericke zurückging. Die Erben Guerickes blieben bis 1782 Eigentümer. Das Haus präsentierte sich als zweigeschossiger Bau mit siebenachsiger verputzter Fassade. Sowohl die mittlere als auch die äußeren Achsen waren in Form von Risaliten betont und wurden durch kolossale Lisenen eingerahmt. Die mittlere Achse, in der auch das Eingangsportal angeordnet war, wurde von einem eingeschossigen Zwerchhaus bekrönt. Das Haus gilt als verloren gegangenes Baudenkmal. Wappen und Inschrift waren noch 1944/1945 am Gebäude vorhanden. Das Wappen hatte die Zerstörung des Hauses überstanden, wurde dann jedoch Ende 1945 vom Haus gestohlen. Der Schutt lag an der Stelle zwei Meter hoch, so dass das Wappen leicht erreichbar war. Über den Verbleib ist nichts bekannt. |                            |
| 1, 3, 5, 7, 9                         |                                                     | Zwischen 1953 und 1957 im Zuge der Errichtung der Bebauung des Zentralen Platzes gebauter, zwischenzeitlich denkmalgeschützter Wohnblock. | 2024                       |
|                                       | Einmündung der Kleinen Münzstraße                   | | 2024                       |
| 16 (alt) (älter: 10)                  | Zur goldenen Kutsche                                | 1631 gehörte das Haus dem Bürgermeister und Schöppenstuhlassessor Dr. Johann Dauth. Er verstarb in der Zeit bis Oktober 1635. Die Brandstätte wurde 1642 von seinen Erben an den Schwiegersohn, den Proviantverwalter Johann Huhl veräußert, der es seinerseits 1651 an Otto Gerike für 150 Taler verkaufte. Der Pastor der Ulrichskirche, Dr. Johann Bötticher, baute 1669 ein Haus auf dem Grundstück. 1674 und auch 1683 war seine Witwe als Eigentümerin eingetragen. Im Jahr 1692 veräußerten es seine Erben für 1150 Taler an den Kriegskommissar Johann Steinhäuser. Steinhäuser war Leiter der kurfürstlichen Baukommission und blieb bis 1726 Eigentümer. | 2024                       |
| 17                                    | Zum goldenen Anker                                  | In der Zeit vor 1631 gehörte das Brauhaus dem Bürgermeister Kaspar Alemann. Er verstarb im Jahr 1633. Noch 1651 gehörte das Grundstück seinen Erben. 1674 wurde es als Brauhaus im Eigentum von Stephan Lentke geführt, der auch 1683 Eigentümer war. Unter ihm gelangte der auf dem späteren Grundstück Große Münzstraße 9 bis 12 befindliche Garten mit zum Haus. Von ihm erbte sein Sohn Friedrich Lentke Haus und Garten im Jahr 1684. Er war auch noch 1688 Eigentümer. Von den Erben erwarb es 1693 für 1700 Taler der Kontributionseinnehmer David Klinte. Seine Erben verkauften es 1717 für 2950 Taler an den Sohn stud. jur. Nikolaus Dietrich Klinte. Später, zumindest noch 1735, gehörte es seiner Mutter. |                            |
| 18                                    | Zur Stadt Berlin                                    | Zunächst trug das Haus den Namen Zu den drei goldenen Löwenköpfen. 1631 gehörte es Heinrich Struve, 1651 dann seiner Witwe. Im Jahr 1683 und auch 1694 war der Hof- und Garnisonsarzt Dr. August Schäffer Eigentümer. 1698 wurden dann bereits seine Erben als Eigentümer genannt. Von den Erben erwarb es 1704 für 2400 Taler die Witwe Katharine Sophie von Alvensleben. Von ihr erwarb es 1718 für 2450 Taler der Kapitän August Friedrich Schäffer, der es 1723 an Polykarp Leyser verkaufte. Am 14. Dezember 1904 brach um 3.00 Uhr morgens ein Feuer im Dachstuhl des Hinterhauses des Grundstücks aus. Es mussten mehrere Personen aus dem Haus evakuiert werden. Die Löscharbeiten dauerten drei Stunden an. |                            |
| 19                                    |                                                     | 1651 war Langhans Eigentümer. 1679 gehörte die Stätte Arnd Köpke. Im Jahr 1683 war das Grundstück dann mit einem Haus bebaut und gehörte auch weiterhin Köpke. Von ihm erwarb es 1687 für 600 Taler der Proviantmeister Joachim Oppermann, der es 1698 für 1800 Taler an Georg Friedrich Kamehl veräußerte. Kamehl war auch 1704 Eigentümer, 1718 dann Nathan Wagner. |                            |